# 王如岳
王如岳。河南洛陽縣人，清朝政治人物。

## 生平
王如岳為康熙三十六年（1697年）丁丑科進士。康熙四十三年（1704年），接替趙光榮擔任福建龍巖縣知縣一职。